# Inmigración colombiana en Canadá
Los canadienses colombianos son ciudadanos canadienses de ascendencia colombiana o personas nacidas en Colombia que residen en Canadá. Pueden ser ciudadanos nacidos en Canadá que también se nacionalicen en Colombia. Según el censo de 2016, había 96.325 canadienses que afirmaban tener ascendencia colombiana total o parcial y 70.392 colombianos nacidos en Colombia viviendo en Canadá. Los colombianos son el grupo de inmigrantes sudamericanos más grande en Canadá y el segundo grupo de inmigrantes hispanos después de los mexicanos en total la comunidad colombiana en Canadá suma 167 mil personas en todo el país. Además, los colombianos son uno de los grupos de más rápido crecimiento en América Latina. La mayoría de ellos residen en la provincia de Ontario seguida de Quebec.

## Comunidades
London es una ciudad en la provincia de Ontario, en esta ciudad viven cerca de 10.000 colombianos representando cerca del 3% de la población total de London, incluso este lugar es conocido como "Londombia" debido a su gran número de personas colombianas o de origen colombiano. Esta ciudad se caracteriza por tener muchos comercios colombianos, entre tiendas, restaurantes y demás comercios creados por los primeros colombianos que emigraron a Canadá, cabe destacar que London fue el primer destino receptor de Colombianos en Canadá durante la oleada de casi 3 millones de emigrantes colombianos que salieron del país entre 1985 y 1999.
En London viven cerca del 6% de todos los colombianos en Canadá.

## Estadísticas
| Provincia                 | Población colombiana | % de la provincia | % del total de colombianos |
| ------------------------- | -------------------- | ----------------- | -------------------------- |
| Ontario                   | 70 800               | 0.5               | 42.4                       |
| Quebec                    | 58 900               | 0.7               | 35.3                       |
| Alberta                   | 21 700               | 0.5               | 13.0                       |
| Columbia Británica        | 10 100               | 0.2               | 6.0                        |
| Manitoba                  | 2 450                | 0.2               | 1.5                        |
| Saskatchewan              | 1 200                | 0.1               | 0.7                        |
| Nueva Escocia             | 625                  | 0.0               | 0.4                        |
| Nuevo Brunswick           | 290                  | 0.0               | 0.2                        |
| Terranova y Labrador      | 235                  | 0.0               | 0.1                        |
| Isla del Príncipe Eduardo | 150                  | 0.0               | 0.1                        |
| Resto del país            | 500                  | 0.0               | 0.3                        |
| Total Canadá              | 166 955              | 0.47              | 100.0                      |